# سیارک ۶۰۵۵۸
سیارک ۶۰۵۵۸ (به انگلیسی: 60558 Echeclus، نامگذاری:2000EC98) شصت هزار و پانصد و پنجاه و هشتمین سیارک کشف شده‌است که در ۳ مارس ۲۰۰۰ کشف شد.